# Dotze concerts op. 7 (Vivaldi)
Aquest conjunt de Dotze concerts d'Antonio Vivaldi fou publicat per Estienne Roger el 1716-1717, com el seu opus 7. Aparegueren en dos volums, cadascú contenint els concerts numerats 1-6. Del conjunt, deu eren per a violí solista; els altres dos, per a oboè solista. Durant molt de temps, l'autenticitat d'algunes de les obres ha estat qüestionada pels experts.

## Estructura
Tots els concerts segueixen l'estructura de tres moviments, dins l'esquema ràpid-lent-ràpid.
| - Concert núm. 1 per a oboè, corda, i baix continu en si bemoll major, RV Anh. 143 (fals) 1. Allegro 2. Adagio 3. Allegro - Concert núm. 2 per violí, corda i baix continu en do major, RV 188 1. Allegro 2. Largo 3. Allegro - Concert núm. 3 per violí, corda i baix continu en sol menor, RV 326 1. Allegro 2. Grave 3. Presto - Concert núm. 4 per violí, corda i baix continu en la menor, RV 354 1. Allegro 2. Adagio 3. Allegro - Concert núm. 5 per violí, corda i baix continu en fa major, RV 285a 1. Allegro 2. Grave - Adagio (Grave) 3. Allegro - Concert núm. 6 per violí, corda i baix continu en si bemoll major, RV 374 1. Allegro 2. Largo 3. Allegro | - Concert núm. 7 per oboè, corda i baix continu en si bemoll major, RV Anh. 142 (fals) 1. Allegro 2. Largo 3. Allegro - Concert núm. 8 per violí, corda i baix continu en sol major, RV 299 1. Allegro assai 2. Largo, cantabile 3. Allegro - Concert núm. 9 per violí, corda i baix continu en si bemoll major, RV Anh. 153 (fals) 1. Allegro 2. Grave 3. Alla Quadrada - Concert núm. 10 per violí, corda i baix continu en fa major, "Il Ritiro", RV 294a 1. Allegro 2. Adagio 3. Allegro - Concert núm. 11 per violí, corda i baix continu en re major, RV 208a 1. Allegro 2. Grave 3. Allegro - Concert núm. 12 per violí, corda i baix continu en re major, RV 214 1. Allegro 2. Grave assai 3. Allegro |